# Michal Riszdorfer
Michal Riszdorfer, född den 26 maj 1977 i Bratislava, Slovakien, är en slovakisk kanotist.
Han tog OS-brons i K-4 1000 meter i samband med de olympiska kanottävlingarna 2004 i Aten.
Han tog därefter OS-silver på samma distans i samband med de olympiska kanottävlingarna 2008 i Peking.